# Karwina (strumień)
Karwina – strumień na Pobrzeżu Koszalińskim, górny bieg Pogorzeliczki (ok. 1,5 km) do miejscowości Duninowo, która uchodzi do Pępliny. Strumień płynie w całości w powiecie słupskim, w woj. pomorskim. 
W wyniku badań jakości wód płynących w 2009 r. w punkcie 3,5 km od ujścia Karwiny oceniono stan fizykochemiczny na poniżej dobrego, stan biologiczny umiarkowany, stan potencjału ekologicznego umiarkowany, stan chemiczny dobry, a w ogólnej dwustopniowej skali oceniono stan wód na zły.
Nazwę Karwina wprowadzono urzędowo w 1955 roku, zastępując niemiecką nazwę Kuhstall-Beck.